# Toray Science and Technology Prize
Toray Science and Technology Prize — приз, вручаемый за значительные достижения в науке и технологии. Присуждается Фондом Торэй (Toray Science Foundation) ежегодно с 1960 года. Премия включает в себя золотую медаль и денежную составляющую (5 миллионов японских иен). Её лауреатами были более 115 известных учёных, в том числе лауреаты Нобелевской премии.

## Лауреаты
- 1960: Татю Найто[англ.], Итиро Сакурада[яп.], Моридзо Хирата[яп.],  Лео Эсаки
- 1961: Бэндзабуро Като, Садзиро Макино
- 1962: Кинъитиро Сакагути[англ.], Харудзиро Сэкигути
- 1963: Токио Ямамото[яп.], Цунэо Акаси
- 1964: Дзэндзи Нисияма, Хидэтоси Такахаси[яп.]
- 1965: Итиро Тани[яп.], Рёдзи Уэда
- 1966: Масао Котани[англ.], Го Окамото
- 1967: Такэси Нагата, Кадзуо Окунуки
- 1968: Сидзуо Миякэ, Хадзимэ Накамура
- 1969: Кэнъити Маэда[яп.], Кадзухико Нисидзима
- 1970: Масадзи Кубо, Минору Ода
- 1971: Такэо Мацубара[англ.], Ёсимицу Кикути[яп.]
- 1972: Такакадзу Маруясу, Кунио Яги
- 1973: Коити Симода, Кэй Арима
- 1974: Кэндзо Сугимото, Такаси Кубота
- 1975: Кадзутомо Имахори[яп.], Такао Инуи[яп.]
- 1976: Тацудзо Обаяси[яп.], Рё Сато
- 1977: Тэруаки Мукайяма[нем.], Сакару Судзуки
- 1978: Сабуро Миякэ, Сиро Огава
- 1979: Такэо Саэгуса, Кадзуо Такаянаги
- 1980: Норио Като, Кацуба Дан[англ.]
- 1981: Хисаси Мацуда, Цунэдзи Рикитакэ[яп.]
- 1982: Кодзо Кавада, Рёю Утияма
- 1983: Сюнъити Ивасаки[яп.], Кэй Ёсида
- 1984: Ёсихиро Хамакава[яп.], Икудзо Танака[яп.]
- 1985: Такэси Канадзава, Акира Кобата[яп.]
- 1986: Нобухико Сайто, Кодзо Танабэ
- 1987: Кодзо Кутицу, Масато Морита, Акира Эндо
- 1988: Масуо Судзуки, Ясухару Суэмацу[англ.]
- 1989:  Рёдзи Ноёри, Ясуо Танака[англ.]
- 1990: Хумио Инаба, Тадао Касуя
- 1991: Харуо Тино, Синдзи Кавадзи, Минору Одзима
- 1992: Сюдзи Сайто, Масао Ири, Тору Имура[яп.]
- 1993: Сёхэй Иноуэ, Хиронари Миядзава[англ.]
- 1994: Кэнъити Ига[яп.], Тору Ёсидзава
- 1995: Сигэтада Наканиси[нем.], Хиротака Сугавара[англ.]
- 1996: Хисаси Ямамото[англ.], Хадзимэ Мори[нем.]
- 1997: Тоёити Танака[яп.], Таро Кихара[яп.]
- 1998: Макото Асасима[англ.], Масао Дояма
- 1999:  Исаму Акасаки, Мицухиро Янагида[англ.]
- 2000: Кёдзи Кавасаки, Ацухиро Нисида[яп.]
- 2001: Кунио Такаянаги, Кохэй Тамао[яп.]
- 2002: Канэтада Нагаминэ, Цунэёси Куройва
- 2003: Масакацу Сибасаки[англ.], Кунисукэ Асаяма
- 2004: Нориюки Сато[яп.], Коити Нарасака
- 2005: Масатака Накадзава, Тадаоми Такэнава
- 2006: Сэйдзи Синкай[англ.], Сёдзи Нагамия[яп.]
- 2007: Кэйдзи Танака, Кадзуо Отака
- 2008: Масакадзу Ивамото, Гэнки Ягава[яп.]
- 2009: Норихиро Окада[яп.], Тэруя Синдзё
- 2010: Масаюки Ямамото[яп.], Масанори Иэ
- 2011: Кэйдзи Маруока[яп.], Ясунори Ямадзаки
- 2012: Хитоси Сакано, Хидэтоси Катори[яп.]
- 2013: Мотохидэ Тамура[яп.], Ютака Кондо
- 2014: Сатико Цукита, Акира Фурусава[яп.]
- 2015: Хитоси Окамура[англ.], Сю Кобаяси[исп.]
- 2016: Кэнсо Соаи[нем.], Тэцуо Хацуда
- 2017: Хироси Хамада[яп.], Каору Инокути
- 2018: Эйдзи Ясима, Хитоси Кунинака[яп.]
- 2019: Тоитиро Киносита[англ.]*, Масамицу Иино